# 市橋芳則
市橋 芳則（いちはし よしのり、1963年 - ）は、日本の博物館職員、北名古屋市歴史民俗資料館（通宵「昭和日常博物館」）館長。

## 経歴
愛知県犬山市に生まれ、南山大学に学び、1986年に文学部人類学科を卒業し、1988年に大学院文学部研究科文化人類学専攻博士前期課程を修了した。同年、当時の師勝町に学芸員として入職し、1990年の師勝町歴史民俗資料館（現在の北名古屋市歴史民俗資料館）の開館に関わった。1993年の企画展「屋根裏の蜜柑箱は宝箱」を契機として昭和時代の生活資料収集に取り組むようになった。
後に市橋が館長となった北名古屋市歴史民俗資料館は、2020年に、第1回日本博物館協会賞を受賞した。

## おもな著書

### 単著
- 昭和路地裏大博覧会、河出書房新社、2001年（新装版、2012年）
- キャラメルの値段 : 昭和30年代・10円玉で買えたもの、河出書房新社、2002年
- 昭和夏休み大全 : ぼくらの思い出アルバム、河出書房新社、2004年
- 昭和に学ぶエコ生活 : 日本らしさにヒントを探る、河出書房新社、2008年

### 共著
- （伊藤明良との共著）昭和少年少女ときめき図鑑、河出書房新社、2018年